# Carthage (Caroline du Nord)
Pour les articles homonymes, voir Carthage (homonymie).
La ville de Carthage est le siège du comté de Moore, situé en Caroline du Nord, aux États-Unis.

## Démographie
| 1880 | 1890 | 1900 | 1910 | 1920 | 1930  |
| ---- | ---- | ---- | ---- | ---- | ----- |
| 366  | 485  | 605  | 863  | 962  | 1 129 |

| 1940  | 1950  | 1960  | 1970  | 1980 | 1990 |
| ----- | ----- | ----- | ----- | ---- | ---- |
| 1 381 | 1 194 | 1 190 | 1 034 | 925  | 976  |

| 2000  | 2010  | - | - | - | - |
| ----- | ----- | - | - | - | - |
| 1 871 | 2 205 | - | - | - | - |

## Source
- (en) Cet article est partiellement ou en totalité issu de l’article de Wikipédia en anglais intitulé « Carthage, North Carolina » (voir la liste des auteurs).

1. ↑  (en) « Statistiques des États-Unis - Caroline du nord - Profils des communautés de 2010 » (consulté en novembre 2020)